# Mary Ellen Trainor
Mary Ellen Trainor (San Francisco, 8 de julio de 1952 - Montecito, 20 de mayo de 2015) fue una actriz estadounidense. Sus papeles más reconocidos fueron el de la Dr. Stephanie Woods, una psiquiatra del Departamento de Policía de Los Ángeles, en Lethal Weapon y sus tres secuelas, y el de Irene Walsh, madre de Mikey y Brand, en Los Goonies (1985).
Trainor nació en San Francisco. Hizo de Diane Evans en la serie de televisión Roswell (1999–2002) y de Judy Lewis, la madre del protagonista de la serie Parker Lewis nunca pierde (1989–91) de la Fox . Apareció frecuentemente en las películas de Richard Donner y de Robert Zemeckis. Más tarde se divorció de Robert Zemeckis con quien tuvo a su hijo Alexander.
Murió el 20 de mayo de 2015 en su casa, en Montecito, California, por unas complicaciones de su cáncer de páncreas.

## Filmografía
- Romancing the Stone (1984)
- The Stone Boy (1984)
- Los Goonies (1985)
- Lethal Weapon (1987)
- The Monster Squad (1987)
- Acción Jackson (1988)
- Die Hard (1988)
- Scrooged (1988)
- Ghostbusters II (1989)
- Lethal Weapon 2 (1989)
- Back to the Future Part II (1989)
- Fire Birds (1990)
- Ricochet (1991)
- Grand Canyon (1991)
- Kuffs (1992)
- Lethal Weapon 3 (1992)
- Death Becomes Her (1992)
- Greedy (1994)
- Forrest Gump (1994)
- Little Giants (1994)
- Congo (1995)
- Executive Decision (1996)
- Lethal Weapon 4 (1998)
- Anywhere But Here (1999)
- Amy's Orgasm (2001)
- Moonlight Mile (2002)
- Freaky Friday (2003)
- The Music Inside (2005)
- Cake: A Wedding Story (2007)